# Anchietea
- Commons
- Wikispecies

Anchietea A. St.-Hil. é um gênero botânico exclusivo da América do Sul extra-Amazônica pertencente à família Violaceae.

## Espécies
Apresenta seis espécies:
| - Anchietea ballardii Paula-Souza - Anchietea exalata Eichler - Anchietea ferrucciae Paula-Souza & Zmarzty | - Anchietea frangulifolia (Kunth) Melch. - Anchietea pyrifolia (Mart.) G.Don - Anchietea selloviana Cham. & Schltdl. |